# Gaston Roupnel
Louis Gaston Félicien Roupnel (* 23. September 1871 im Bahnhof von Laissey; † 14. Mai 1946 in Gevrey-Chambertin) war ein französischer Sozial- und Regionalhistoriker.
Roupnel war der Sohn des Bahnhofsleiters von Gevrey-Chambertin. Sein Vater stammte ursprünglich aus der Normandie und seine Mutter aus der Bourgogne. Er ging in Dijon zur Schule, wo er auch 1892 bis 1895 studierte (sowie an der Sorbonne). Danach ging er in den Schuldienst in Épinal, Douai, La Flèche und ab 1910 in Dijon, wo er bis zu seinem Ruhestand 1938 blieb.
1922 promovierte er über Dijon und dessen ländliche Umgebung im 17. Jahrhundert. Danach wurde er Professor an der Universität in Dijon. Seine regionalgeschichtlichen Studien der Bourgogne und der französischen Landbevölkerung wurden von der Annales-Schule positiv aufgenommen, die auch seine Ideen strukturaler Geschichtsschreibung aufnahm (Fernand Braudel). Bekannt war er für seine Geschichte des ländlichen Frankreich (Histoire de la campagne française) von 1932, das auch für seine schriftstellerischen Qualitäten gelobt wurde. Es erhielt 1934 den Prix Maujean der Academie Francaise.
Er war auch Journalist und Romanschriftsteller, dessen Roman Nono ein großer Erfolg war und der 1910 den Prix Goncourt nur mit einer Stimme verfehlte. Ein weiterer erfolgreicher Roman war Le Vieux Garain 1914. Seine Artikel und Kurzgeschichten sind in Hé, Vivant (1927) gesammelt. Er war mit Gaston Bachelard befreundet.
1927 wurde er Ritter der Ehrenlegion. Ab 1923 war er Mitglied der Académie des Sciences, Arts et Belles-lettres de Dijon.
Zu seinen Schülern zählt Pierre de Saint Jacob.

## Schriften (Auswahl)
- La ville et la campagne au XVIIe siècle: études sur les populations du pays Dijonnais. Éditions Ernest Leroux, Paris 1922
- Histoire de la campagne française. Grasset, Paris 1932
- Histoire et Destins. Grasset, Paris 1943
- La Bourgogne. Types et coutumes. Editions des Horizons de France, Paris 1936